# 30264 Galluccio
30264 Galluccio è un asteroide della fascia principale. Scoperto nel 2000, presenta un'orbita caratterizzata da un semiasse maggiore pari a 2,525545 UA e da un'eccentricità di 0,142408, inclinata di 3,936099° rispetto all'eclittica.